# 大西基文
大西 基文（おおにし もとふみ、1960年3月23日 - ）は、日本の実業家。
ベンチャー企業の支援コンサルティング、海外ブランドの立上げ、ソーシャルメディアマーケティングなどを行なっている。

## 来歴

### 出生・幼少期
4歳からアメリカ合衆国で育ち、8歳で帰国し、公立の小学校に入学する。11歳のときからカナダで過ごす。当時のあだ名は"Mike"だった。

### 青年時代
大学では体育会アメリカンフットボール部に所属していた。

### 実業家
- 1983年に上智大学経済学部経済学科を卒業し、伊藤忠商事株式会社に入社。米国およびAPAC向け海外製鉄プラントビジネスに携わる。
- 1993年に社費留学していたシカゴ大学大学院を卒業してMBAを取得。
- 1997年にデルへ転職。オンラインストアの立ち上げに携わった[3]。
- 2002年にアマゾンのブックスジェネラルマネージャーに就任。
- 2005年にアイピーロックスジャパンの代表取締役社長に就任。
- 2007年にトレンドマイクロのシニアバイスプレジデントに就任。
- 2010年にクロックス・ジャパン合同会社代表[4]に就任。
- 2012年にネクスター株式会社の特別顧問に就任[5]（現職）。
- 2014年にネクストチャプターを起業。代表取締役に就任（現職）。
- 2015年にジョンソン・エンド・ジョンソンのバイスプレジデントに就任。
- 2018年アイディール・オブ・スウェーデンの日本ジェネラルマネージャーに就任。
- 2019年に株式会社WAKUWAKUの社外取締役に就任[6]。
- 2022年にThe Qt Companyの日本ジェネラルマネージャーに就任。
- 2022年に株式会社ブロックバリューの代表取締役に就任（現職）。
- 2023年にGlobal Forward CapitalのOperating Partnerに就任（現職）。